# (18120) Lytvynenko
(18120) Lytvynenko est un astéroïde de la ceinture principale.

## Description
(18120) Lytvynenko est un astéroïde de la ceinture principale. Il fut découvert le 4 juillet 2000 à la station Anderson Mesa par le programme LONEOS. Il présente une orbite caractérisée par un demi-grand axe de 2,31 UA, une excentricité de 0,23 et une inclinaison de 0,6° par rapport à l'écliptique.

## Compléments